# Ophioplocus giganteus
Ophioplocus giganteus is een slangster uit de familie Ophiolepididae.
De wetenschappelijke naam van de soort werd in 1999 gepubliceerd door S. Irimura & H. Yoshino.